# ویلاسکا دو آرسیل
ویلاسکا دو آرسیل (به اسپانیایی: Villaseca de Arciel) یک دهستان در اسپانیا است که در استان سریا واقع شده‌است.

## خصوصیات
ویلاسکا دو آرسیل ۲۱ کیلومترمربع مساحت و ۴۰ نفر جمعیت دارد.